# Maud Adams
Maud Adams (nome de batismo: Maud Solveig Christina Wikstrom; Lula, 12 de fevereiro de 1945) é uma atriz sueca, sendo mais conhecida como a única atriz a interpretar duas bond girls diferentes em filmes oficiais da série cinematográfica de James Bond, Andrea Anders em 007 contra o Homem da Pistola de Ouro (1974) e Octopussy, o papel-título de 007 contra Octopussy (1983).
Sobre isso e o fato de que interpretar bond girls no cinema não significar necessariamente ter uma carreira de sucesso como atriz, Maud declarou:"Olhando para trás, como você não podia gostar do fato de ser uma bond girl? É cultura pop e ser parte disso é ótimo"
Entre outros filmes, ela também participou da ficção-científica Rollerball (1975) com James Caan, mas foi na televisão que mais teve presença, atuando em séries de sucesso como Kojak, Hawai 5-0 e Missão Impossível.